# یواس‌اس آبزرور (اام‌اس‌او-۵۶۱)
یواس‌اس آبزرور (اام‌اس‌او-۵۶۱) (به انگلیسی: USS Observer (MSO-461)) یک کشتی بود که طول آن ۱۷۲ فوت (۵۲ متر) بود. این کشتی در سال ۱۹۵۴ ساخته شد.